# Lirobittium serra
Lirobittium serra är en snäckart som beskrevs av Bartsch 1917. Lirobittium serra ingår i släktet Lirobittium och familjen Cerithiidae. Inga underarter finns listade i Catalogue of Life.